# Coyuca de Catalán
Coyuca de Catalán est une ville et le siège de la municipalité de Coyuca de Catalán, dans l'état de Guerrero, au sud-ouest du Mexique.